# وهيب (اسم)
وَهِيْب هو اسم علم مذكر من أصل عربي، مشتق من الجذر وهب ومعناه الكثير العطايا والهبات، والموهوب. والمعطاء والواهب وكثير الهبات. وأشهر من حمل الاسم هو الصحابي وهيب بن الأسود.

## قائمة
- كود سباركل
- تحديث القائمة

1. وهيب الغانم، سياسي سوري.
2. وهيب باشا.
3. وهيب بن الورد، من العباد وأحد رواة الحديث النبوي من تابعي التابعين.
4. وهيب بن خالد بن عجلان، أحد رواة الحديث النبوي من تابعي التابعين.
5. وهيب عجمي.

## وصلات خارجية
- موسوعة السلطان قابوس لأسماء العرب